# Nationale 1 1980-1981
La Nationale 1 1980-1981 è stata la 59ª edizione del massimo campionato francese di pallacanestro maschile. La vittoria finale è stata ad appannaggio dell'ASVEL.

## Risultati

### Stagione regolare
|     | Squadra           | G  | V  | N | P  | PF   | PS   | P.ti | Qualificazione                    |
| --- | ----------------- | -- | -- | - | -- | ---- | ---- | ---- | --------------------------------- |
| 1.  | SCM Le Mans       | 26 | 22 | 0 | 4  | 2147 | 1920 | 70   | poule des As                      |
| 2.  | ASPO Tours        | 26 | 20 | 0 | 6  | 2444 | 2239 | 66   | poule des As                      |
| 3.  | ASVEL             | 26 | 18 | 0 | 8  | 2426 | 2177 | 62   | poule des As                      |
| 4.  | Orthez            | 26 | 18 | 0 | 8  | 2406 | 2260 | 62   | poule des As                      |
| 5.  | Stade français    | 26 | 15 | 0 | 11 | 2332 | 2275 | 56   |                                   |
| 6.  | Avignone          | 26 | 14 | 0 | 12 | 2071 | 2091 | 54   |                                   |
| 7.  | Caen              | 26 | 13 | 1 | 12 | 2240 | 2271 | 53   |                                   |
| 8.  | CSP Limoges       | 26 | 13 | 0 | 13 | 2285 | 2262 | 52   |                                   |
| 9.  | Olympique Antibes | 26 | 12 | 0 | 14 | 2147 | 2224 | 50   |                                   |
| 10. | Monaco            | 26 | 11 | 0 | 15 | 2225 | 2246 | 48   |                                   |
| 11. | Challans          | 26 | 10 | 0 | 16 | 2199 | 2284 | 46   | spareggi promozione/retrocessione |
| 12. | Mulhouse          | 26 | 9  | 1 | 16 | 2113 | 2176 | 45   | spareggi promozione/retrocessione |
| 13. | Nizza UC          | 26 | 3  | 1 | 22 | 2138 | 2456 | 33   | spareggi promozione/retrocessione |
| 14. | Nizza             | 26 | 2  | 1 | 23 | 2147 | 2439 | 31   | spareggi promozione/retrocessione |

### Spareggi promozione/retrocessione
|    | Squadra  | G | V | N | P | PF  | PS  | P.ti | Qualificazione            |
| -- | -------- | - | - | - | - | --- | --- | ---- | ------------------------- |
| 1. | Challans | 6 | 4 | 0 | 2 | 557 | 501 | 14   |                           |
| 2. | Clermont | 6 | 3 | 0 | 3 | 556 | 610 | 12   |                           |
| 3. | Mulhouse | 6 | 3 | 0 | 3 | 573 | 531 | 12   | retrocesse in Nationale 2 |
| 4. | Reims    | 6 | 2 | 0 | 4 | 520 | 564 | 10   | retrocesse in Nationale 2 |

### Poule des As
|    | Squadra     | G | V | N | P | PF  | PS  | P.ti | Qualificazione |
| -- | ----------- | - | - | - | - | --- | --- | ---- | -------------- |
| 1. | ASVEL       | 6 | 5 | 0 | 1 | 524 | 512 | 16   | finale         |
| 2. | SCM Le Mans | 6 | 3 | 0 | 3 | 516 | 509 | 12   | finale         |
| 3. | ASPO Tours  | 6 | 3 | 0 | 3 | 526 | 539 | 12   |                |
| 4. | Orthez      | 6 | 1 | 0 | 5 | 527 | 533 | 8    |                |

Finale
| Squadra 1 | Risultato | Squadra 2   |
| --------- | --------- | ----------- |
| ASVEL     | 85 - 70   | SCM Le Mans |

| Nationale 1 1980-1981 |
| --------------------- |
| ASVEL 15º titolo      |

## Formazione vincitrice
| N° | Naz.               | Ruolo | Sportivo        |  | Alt. |  |
| -- | ------------------ | ----- | --------------- |  | ---- |  |
|    | Francia (bandiera) | AG    | Philip Szanyiel |  | 204  |  |
|    | Francia (bandiera) | A     | Jacques Monclar |  | 193  |  |
|    | Francia (bandiera) | C     | Daniel Haquet   |  | 202  |  |
|    | Francia (bandiera) | All.  | Alain Gilles    |  |      |  |